# ネオ・ボンバーマン
『ネオ・ボンバーマン』は、ハドソンが1997年5月1日にMulti Video System用ゲームとして発売したアクションゲームである。

## 概要
全5ステージで構成されている「ノーマル」と、CPU相手に計20回戦いを挑む「バトル」の2つのモードが存在する。

「ノーマル」では宿敵である悪の天才科学者バグラーにさらわれた仲間のボンバーマン達を白ボンと黒ボンが助けに行く。ステージごとに決められたエリアが存在し、全5体のボスと戦うことになる。他のボンバーマンシリーズと違いエリア数はステージによって異なる。2Pプレイも可能。

「バトル」では各ステージにつき5回ずつ、CPUチームと対戦する。2回先取で勝利、他の誰かが2回先取したり時間切れになるとゲームオーバー。どのステージもCPUチームのキャラクターの組み合わせは全く一緒である。最初から好きなステージを選べ、4つともクリアすればエンディングとなる。2Pプレイはできず代わりに対戦になる。

## ノーマルモード
プロローグ
世界ボンバーマン大会に集まった仲間たちがバグラーにさらわれた。1人ずつ檻に閉じ込められている仲間たちを救出するため白ボンと黒ボンが立ち上がった。
エリア1 遊園地ステージ
空中の遊園地のようなステージ。、最初のステージ。全6ステージ。
ボス　フープゴースト　HP7
浮いて回っている状態では攻撃できない。
フープゴーストがボディプレスを行ったときに爆風を当てればダメージが入る。
攻撃方法はフープで回り追いかけてきてボディプレスをしてくる。時々スライムのような白いものを出してくる。

エリア2  海ステージ
海中のステージ。このステージは特殊で、2階層になっているステージを進む。
全7ステージ。
ボス　サカナ　HP3×2
サカナは二体いて、交互に飛び出してくる。どちらも構わずHPを減らすごとにどんどんスピードアップしていく。
攻撃方法は突進のみ。
エリア3 工場
工場のステージ。このステージから全部で8ステージとなる。
ボス　ポゴガイ　HP8
ポゴガイはボンバーマンの穴をジャンプし移動をする。ポゴガイがジャンプをしてる時には攻撃を与えられない。
攻撃手段は音符をばら撒く。音符はソフトブロックと同じで爆風でしか壊せない。
(ちなみにバグラー以外のボスではポゴガイのみボスbgmが違う。)
エリア4 基地
基地のステージ。4-7は特殊で、大量のメカボンバー達との戦いになる。
ボス　アトミックボンバー　HP3
下のキャラクターでの文章同様、無敵を使ってくる。自らの体を爆発させ、攻撃をしてくる。
エリア5 バグラーの本拠地
ボス　バグラー　HP15
本作の最終ボス。本作はメカに乗り攻撃を行う。
攻撃手段は、直線する骨を置いたり、8way弾を発射する。
hpが1になるとメカが暴走し岩を落としてくる。

## システム
システムの一部は『スーパーボンバーマン4』とほぼ同じ。
ノーマルゲームのルール
制限時間内に敵を全滅させてゴールに入ればステージクリアとなる。2人同時プレイも可能である。
タマゴ
敵の中には倒すとタマゴに変化するタイプが存在し、タマゴを獲得すればその敵に乗り物として乗ることができる。
爆弾を持ち上げることはできなくなるが、乗り物に応じた能力が使えるようになる（中にはデメリットとなる能力もある）。ダメージを受けるとボンバーマンの身代わりになり消滅する。
生物系／機械系に分かれており、タマゴの外見で区別できる。種類を問わず同じ系のタマゴであれば後ろに２つまで連結して移動でき、前の乗り物がやられても後ろのタマゴに乗ることができる。ただし連結したタマゴは爆風を受けると消滅してしまう。
バトルでは敵がいない代わりに壊した壁の中からタマゴが登場する（その為獲得するまで中身が分からない）。バトルでしか登場しない乗り物も存在する。
おたすけキャラ
ノーマルでは決められたステージに檻が配置されており、檻を爆風で破壊すると捕まっていたボンバーマンが登場する。外見は異なるが、能力や動き方は完全に同一である。
CPU操作で全員リモコン爆弾を所持しており、敵やソフトブロックを攻撃してくれるが、彼らが倒したモンスターは得点に入らない。また、完全に無敵で敵に接触したり爆風を浴びても倒れない。その性質上、敵やソフトブロックが残っている間に助けると逆に攻撃される危険性がある。
ステージクリアした時点で救出していると5000点のボーナスが入り、演出が変化する。
必殺技
各キャラクターにはバトルモードでしか使えない必殺技がある。

## 操作方法
4方向レバー
キャラクターの移動。
Aボタン
爆弾の設置、爆弾投げ。
Bボタン
必殺技、乗物効果。
Cボタン
キック停止、リモコン爆発。
スタートボタン
コンティニュー。

## キャラクター
ノーマルでは白ボンバーマン、黒ボンバーマン、アトミックボンバー以外のボンバーマンはおたすけキャラとして登場する。
ボンバーマン（白ボンバーマン、黒ボンバーマン、赤ボンバーマン、青ボンバーマン）
上記のボンバーマンにはバトルでの特殊能力は存在せず、それに対してのハンデなども無い。赤ボンと青ボンはバトルの相手としては登場しない。
ラバーボンバー
スライム状のボンバーマン。顔形はボンバーマンに比べるとやや丸みを帯びている。
バトルでは、変形してブロックを通過できる。ただし変形中は爆弾を設置するなどほとんどの動作ができなくなる。
フェイクボンバー
目に大きなゴーグルを掛けたボンバーマン。
バトルでは、ソフトブロックに変身することができ、そのままの姿で移動したり爆弾を置いたりできる。
ただし姿が変わる以外の効果は無く、爆弾を持ち上げるなど一部の動作ができなくなる。
キャットボンバー
名の通り猫のような風貌のボンバーマン。
バトルでは、その場で動かずに特技ボタンを押し続けるとポーズが変わり、ボタンを放すと押していた分だけ素早く動き回り当たったキャラクターを怯ませてアイテムを落とさせる。
ただしその間は爆弾を置けないし、完全に制御できないため爆風に突っ込んでいく危険がある。
ハヤテボンバー
忍者のような風貌をしたボンバーマン。頭部には「炎」と書かれた飾りを付けている。
バトルでは、爆発せずにすぐ消える偽の爆弾を設置することができる。
ただしこのゲームでは特技を使用した際に観客の歓声が入るためすぐにバレてしまう。
ゴールデンボンバー
その名の通り通常のボンバーマンが金色になった姿。他のボンバーマンと違い勝利画面以外でのボイスは無い。
バトルでは、直線に猛スピードでダッシュできる。途中で止まることも可能。
アトミックボンバー
バグラーによって生み出されたボンバーマン。ノーマルモードでは4面のボスとして登場する。
バトルでは、一定時間無敵になれる。ただしその間一切動けず、一度でも使用すると所持していたアイテムが全てなくなる（アイテムを一つも所持していない時は無敵になれない）。
ノーマルでも同じく無敵になれるが、動けないだけでアイテムを失うことはない。
『スーパーボンバーマン4』に登場したボンバーグレートとは姿や能力などが酷似している。
ハニー
西部のガンマンのような服装をした女の子。ボンバーマンシリーズでは既におなじみのキャラクター。
バトルでは、自分の設置した爆弾全てを、ランダムで高速移動するハート型爆弾に変える。
一度ハート型に変えると元に戻せず、その移動も制御することができないため自爆する危険性が高い。
小鉄
ハニーの弟子で侍。ハニー同様ボンバーマンシリーズでは既におなじみのキャラクター。
バトルでは、別の場所にワープすることができる。ただしワープ先はランダムで指定できない。

## 乗り物
（参考：）
前述のタマゴに触れることで乗ることができる乗り物キャラクター。機械系乗り物と生物系乗り物の2種類が存在する。

### 機械系乗り物
ドキューン
黒いミサイルのような見た目のキャラクター。Bボタンでミサイル攻撃（『スパボン4』のガメフライと同様）が可能。
ガイコッツー
2本の角が生えたドクロのキャラクター。触れた相手を病気にすることができる。
チャージ
Bボタンを溜め押しすることで無敵ダッシュが可能。『スパボン4』『ワールド』『MAX2』に登場する「アンゴラー」や『ジェネレーション』に登場する「アンドラー」に足が生えたような見た目をしている。
ヌチャ
クラゲのような見た目をしたキャラクター。ソフトブロックをすり抜けることができる。
リッジレザー
緑色のロケットのようなキャラクター。Bボタンでダッシュが可能。

### 生物系乗り物
ダチョン
眼鏡をかけた鳥のキャラクター。乗っている間、超高速移動が可能。
トリさん
Bボタンで爆弾を上に放り投げる。
オンブー
肌色の体が特徴のキャラクター。乗ると足が遅くなる。
タマゴン
タマゴのような見た目のキャラクター。Bボタンでソフトブロックを全て破壊できるが、能力を使用すると消滅する。
バケタマ
オタマジャクシのような見た目のキャラクター。触れた爆弾をソフトブロックに変える（見た目が変わるだけで爆発はする）能力を持つ。

## アイテム
ボムアップ
設置できる爆弾が増える。
ファイアー
爆弾の火力が1段階伸びる。
リモコン
設置した爆弾をCボタンで爆破できる。
ボムキック
爆弾に体当たりすると直線上に蹴る。Cボタンでキックした爆弾を停止させることもできる。
パワーグローブ
設置した爆弾をAボタンで投げつける。
ドクロ
取るとキャラクターが病気になるが、他のプレイヤーに接触することで移すことができる。
- 操作が逆になる。
- 移動速度が遅くなる。
- 爆弾が爆発するまでの時間が通常より早くなる。
- 爆弾が爆発するまでの時間が通常より遅くなる。
- 爆弾を勝手に置く。

タマゴ
触れると乗り物に乗ることができる。機械系と生物系の2種類が存在し、乗り物の種類も異なる。
スピードアップ
移動速度が速くなる。
フルファイアー
爆弾の火力が最大になる。
耐火スーツ
一定時間爆風のダメージを受けなくなる。
貫通ボム
爆風がソフトブロックを通過する「貫通ボム」になる。
壁通過
ソフトブロックをすり抜けられる。
爆弾通過
爆弾を通り抜けられる。
時計
制限時間が30秒追加される。